# Knox College (Université de Toronto)
Pour les articles homonymes, voir Knox College.

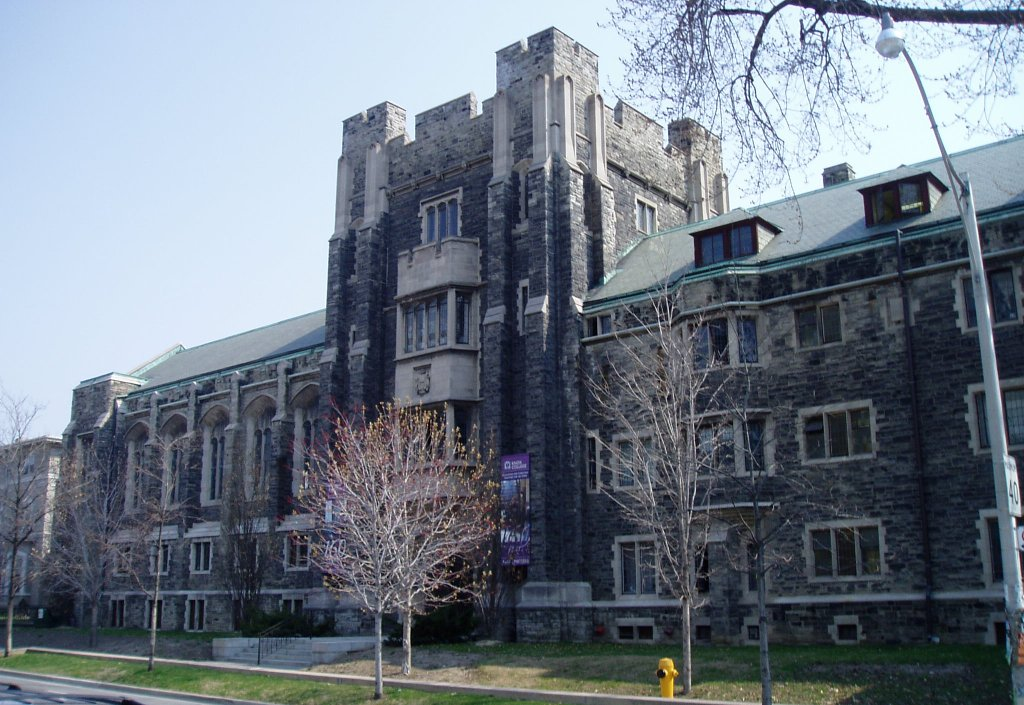
Le bâtiment de Knox College, 59 St. George Street, Toronto.

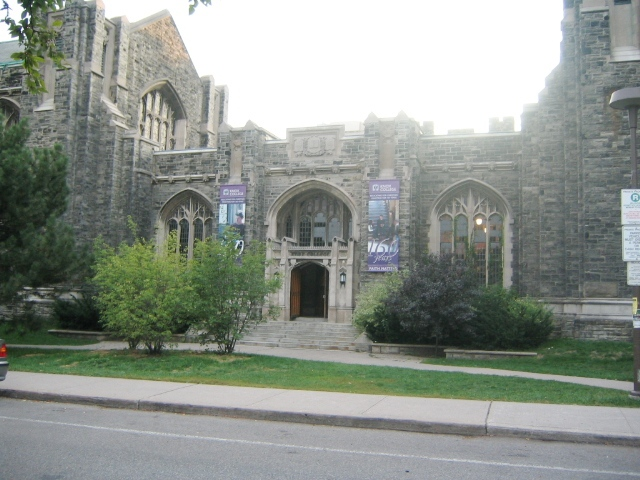
Knox College, vu depuis le front campus.

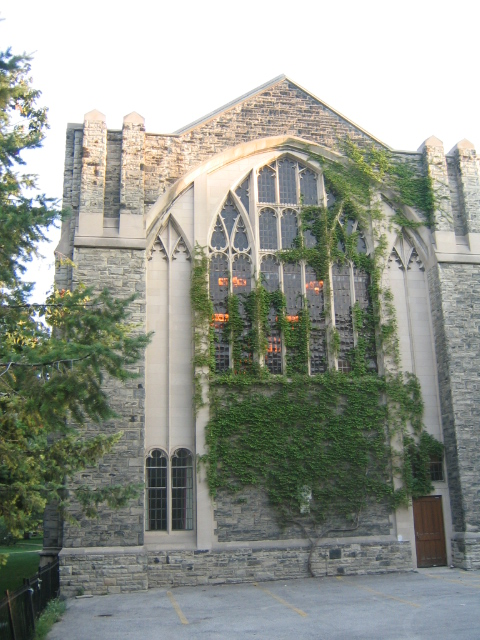
Vitraux sur la façade nord du bâtiment.

Knox College est un collège théologique situé à Toronto (Canada). Il est affilié à l'Église presbytérienne du Canada et est membre de l'École de théologie de Toronto à l'Université de Toronto.

## Histoire
En 1843, une controverse sur les relations entre l'Église d'Écosse avec l'État aboutit à la création de l'Église libre d'Écosse. Une partie des ministres et des congrégations du synode canadien décide alors de s'affilier à la nouvelle église, formant l'« Église libre d'Écosse (synode canadien) ».
Le schisme atteint le séminaire présybtérien de l'Université Queen's, qui décide en 1844 de rester affilié à l'Église d'Écosse : une partie de ses étudiants le quitte alors pour fonder Knox College, affilié à l'Église libre d'Écosse. Le nom est choisi en l'honneur de John Knox, le théologien écossais de la Réforme.
En novembre 1844, les 14 étudiants qui forment la première classe du collège commencent leur cursus chez le révérend Henry Esson, sur James Street (à l'emplacement actuel de l'Eaton Centre). L'année suivante, l'institution achète une plus grande maison, au 79 Adelaide Street W. Elle déménage encore en 1846, sur Front Street W (à l'emplacement actuel du Fairmont Royal York, en face de la station Union).
En 1857, le révérend écossais Michael Willis, fondateur de l'Anti-Slavery Society of Canada, devient le premier principal (directeur) de Knox College. Il avait quitté l'église St. John's de Glasgow en 1846 pour suivre Thomas Chalmers à Toronto, après l'avoir soutenu pendant le schisme de 1843. Michael Willis quitte Knox College pour se retirer à Londres en 1870.
En 1854, le collège acquiert Elmsley Villa, l'ancienne résidence du gouverneur du Canada-Ouest. Elle hébergera le collège jusqu'en 1875.
Le gouvernement ontarien accorde à Knox sa charte officielle de collège en 1858.
En 1861, l'Église presbytérienne du Canada est créée par la fusion du synode canadien de l'École libre d'Écosse avec le synode canadien de la United Presbyterian Church of Scotland. Knox College fusionne alors avec son collège théologique, également fondé en 1844, qui avait déménagé de London (Ontario) à Toronto dans les années 1850.
En 1867, Knox participe à la fondation du Collège presbytérien à Montréal, le second collège théologique affilié à l'Église presbytérienne du Canada. Il fait notamment don de nombreux livres de sa bibliothèques à la nouvelle institution. De nombreux anciens élèves de Knox ont enseigné au Collège presbytérien, dont leur principal actuel.
En 1875, l'Église presbytérienne du Canada succède à l'Église presbytérienne du Canada, qu'ont rejoint trois autres églises presbytériennes. La même année, Knox fait construire un nouveau bâtiment au 1 Spadina Crescent, sur Spadina Avenue. Knox, devenu le premier séminaire de l'Église presbytérienne au Canada, y reste jusqu'en 1914.
Elle déménage alors dans son bâtiment actuel, situé entre la partie ouest de King's College Circle et St. George Street, en plein cœur du campus de St. George de l'Université de Toronto.
Quand, en 1925, les méthodistes, les congrégationalistes et un nombre important de presbytériens se regroupent pour fonder l'Église unie du Canada, Knox College est pressenti pour devenir le principal séminaire de la nouvelle église. Le Parlement ontarien décide cependant de laisser Knox aux presbytériens qui ont refusé la fusion, ce qui provoque le départ de tous les enseignants et d'une majorité d'élèves, qui fondent Union College, un séminaire affilié à la nouvelle dénomination. En 1928, Union et Victoria College, un séminaire méthodiste, décident de s'unir pour créer l'Université Victoria à l'Université de Toronto : Union devient Emmanuel College.
Pendant la Seconde Guerre mondiale, alors que le campus du Collège presbytérien était utilisé pour l'entraînement des soldats, son personnel et ses étudiants rejoignent temporairement Knox, jusqu'en 1946.
En 1991, Ewart College, un collège de filles également associé à l'Église presbytérienne au Canada, rejoint Knox College.
Knox a célébré son 150e anniversaire en 1994, anniversaire qui a donné lieu à la publication d'un livre sur Knox : Church, College, and Clergy: a History of Theological Education at Knox College Toronto 1844-1994, écrit par Brian J. Fraser.
En octobre 2005, les principaux de Knox et du Collège presbytérien ont annoncé la décision de fusionner les deux établissements, décision approuvée par les deux conseils des gouverneurs le 6 octobre 2005.

## Liste des principaux
- Michael Willis (1857-1870)
- William Caven (1873-1904)
- William MacLaren (1904-1909)
- Alfred Gandier (1909-1925, puis principal de Emmanuel College)
- Thomas Eakin (1926-1940)
- Walter W. Bryden (1945-1952)
- Stanley Glen (1952-1976)
- Allan Farris (1976-1977)
- J. Charles Hay (1978-1985)
- Donald J. M. Corbett (1985-1990)
- Arthur Van Seters (1992-1999)
- J. Dorcas Gordon (1999-…)

## Source
- (en) Cet article est partiellement ou en totalité issu de l’article de Wikipédia en anglais intitulé « Knox College, University of Toronto » (voir la liste des auteurs).